# Roberto Visentini
Roberto Visentini (født 2. juni 1957) er en tidligere italiensk professionel landevejscykelrytter.
Visentini blev født i Gardone Riviera, i provinsen Brescia, og havde en stor junior karriere. I 1975 blev han italiensk junior mester og verdens mester. Som amatør vandt han verdensmesterskabene i enkeltstart i 1977.
Han debuterede som professionel i 1978. I 1980 vandt han to etaper i Vueltaen og sluttede sammenlagt på en 9. plads ved Giro d'Italia.